# Осин, Юсеф
Юсеф Осин (фр. Youssef Hocine, р. 7 августа 1965) — французский фехтовальщик-рапирист, призёр чемпионатов мира.

## Биография
Родился в 1965 году в Мелёне. В 1987 году завоевал серебряную медаль чемпионата мира. В 1988 году принял участие в Олимпийских играх в Сеуле, однако там французские рапиристы стали лишь 6-ми. На чемпионате мира 1991 года стал обладателем двух бронзовых медалей. В 1992 году принял участие в Олимпийских играх в Барселоне, однако там французские рапиристы стали лишь 7-ми.